# 坂根駅
坂根駅（さかねえき）は、岡山県新見市神郷下神代字手ツキ田にある、西日本旅客鉄道（JR西日本）芸備線の駅である。

## 歴史
- 1930年（昭和5年）2月10日：三神線として備中神代 - 矢神間が開業した際に開設[1]。
- 1937年（昭和12年）7月1日：三神線が芸備線の一部となり、当駅もその所属となる。
- 1962年（昭和37年）3月11日：貨物取扱廃止[1]。
- 1972年（昭和47年）9月1日：荷物扱い廃止[2]。無人駅となる[3][4]。
- 1987年（昭和62年）4月1日：国鉄分割民営化により、JR西日本の駅となる[1]。
- 2004年（平成16年）：簡易な待合室に改築。

## 駅構造
備後落合方面に向かって右側に単式ホーム1面1線を有する地上駅（停留所）。かつては相対式ホーム2面2線の交換可能駅であった。
新見駅管理の無人駅で、以前は駅舎が存在していたが解体され、待合室程度の駅舎があるのみである。自動券売機等も設置されていない。待合室に男女共用の水洗便所が併設されている。

2024年5月現在、待合室の天井部分が破損しているためブルーシートで覆われている。

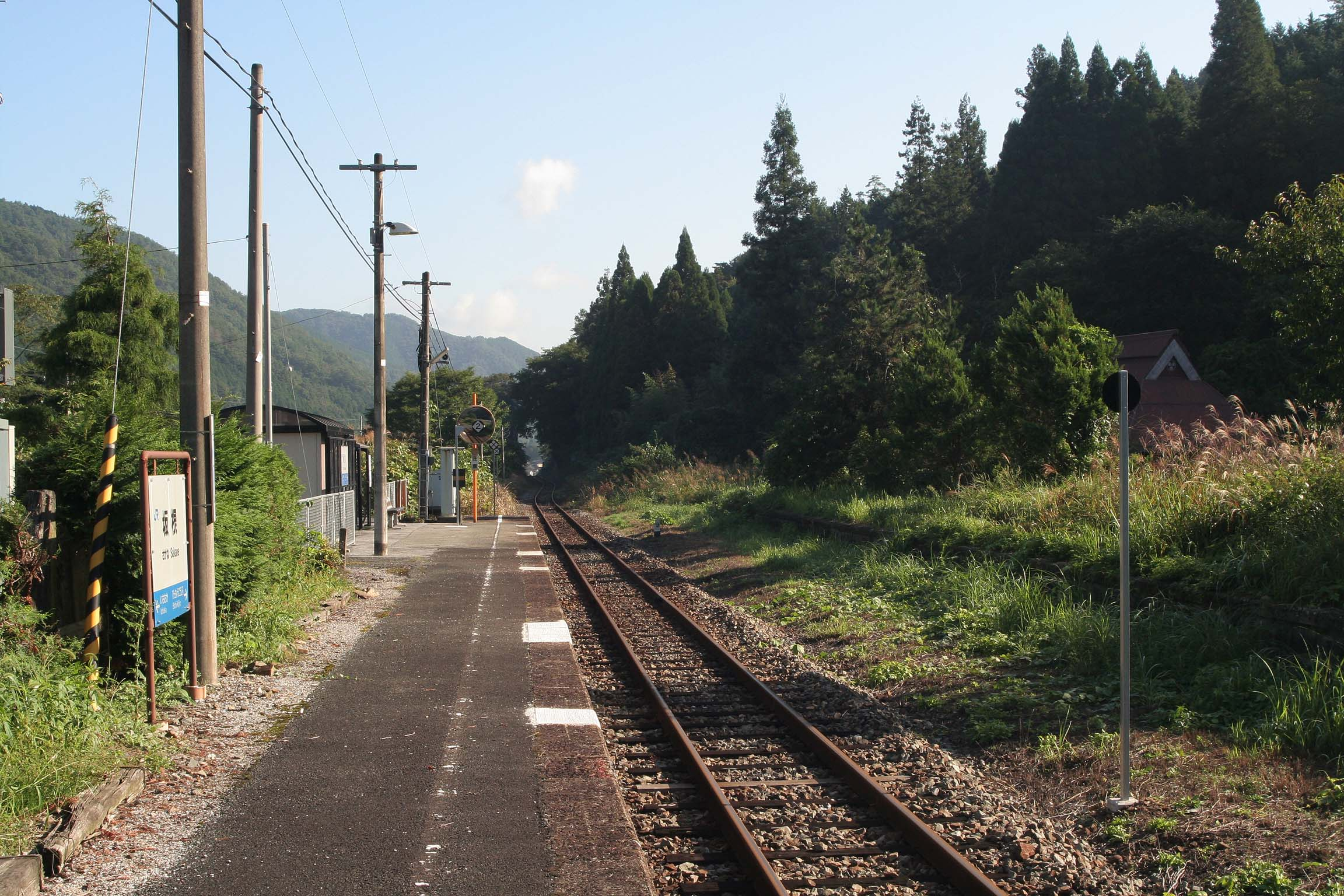
ホーム（2007年9月）

## 利用状況
1日平均乗車人員は以下の通り。2023年現在では非常に利用者数が少ない。
| 乗車人員推移 | 乗車人員推移 |
| 年度         | 1日平均人数  |
| ------------ | ------------ |
| 1981         | 18           |
| 1990         | 18           |
|              |              |
| 1999         | 5            |
| 2000         | 4            |
| 2001         | 3            |
| 2002         | 1            |
| 2003         | 3            |
| 2004         | 3            |
| 2005         | 2            |
| 2006         | 1            |
| 2007         | 2            |
| 2008         | 4            |
| 2009         | 5            |
| 2010         | 3            |
| 2011         | 2            |
| 2012         | 2            |
| 2013         | 3            |
| 2014         | 2            |
| 2015         | 2            |
| 2016         | 1            |
| 2017         | 2            |
| 2018         | 2            |
| 2019         | 2            |
| 2020         | 1            |
| 2021         | 1            |

## 駅周辺
- 神代川
- 国道182号
- 岡山県道200号坂根停車場線

## 隣の駅
西日本旅客鉄道（JR西日本）
 芸備線
■快速
通過
■普通
備中神代駅 - 坂根駅 - 市岡駅